# Комитет оборонного планирования НАТО
Комитет оборонного планирования — бывший высший орган, принимавший решения по вопросам, касающимся интегрированной военной структуры НАТО. Он был распущен после крупного обзора комитетом в июне 2010 года, и его обязанности были переданы Североатлантическому совету и Комитету по оборонной политике и планированию.

## Характеристика
Комитет по оборонному планированию (Defence Planning Committee, DPC) был высшей инстанцией по всем вопросам, связанным с интегрированной военной структурой НАТО. Он был сформирован после встречи министров Североатлантического совета в Оттаве в мае 1963 года. DPC впервые собрался 10 октября 1963 года для подготовки Оборонного обзора (Defence review).
Комитет руководил военными властями НАТО и контролировал процесс планирования в отношении военных сил. После выхода Франции из объединённого военного командования DPC был делегирован более широкий мандат над объединённым военным командованием, и он получил тот же уровень полномочий, что и Североатлантический совет (NAC) и Группа ядерного планирования по вопросам, входящим в его компетенцию. Когда он был распущен в 2010 году, его обязанности были переданы Североатлантическому совету. В процессе планирования в отношении военных сил определяются военные потребности НАТО, устанавливаются цели планирования для отдельных стран, которые должны внести свой вклад в эти потребности, и оценивается степень, в которой члены выполняют эти цели и предоставляют Североатлантическому союзу другие силы и возможности.
На непродолжительный период, незадолго до роспуска, все страны-члены были представлены в DPC. Однако в период с 1966 года по апрель 2009 года Франция не была представлена в этом комитете вследствие её выхода из объединённой военной структуры. Франция объявила о своём возвращении к полноценному участию на саммите НАТО в Страсбурге и Келе в 2009 году.